# Даглас А-26
А-26 Инвејдер (енгл. A-26 Invader) је био амерички бомбардер из периода Другог свјетског рата и каснијег. Производила га је фабрика Даглас од 1943. до 1946.

## Пројектовање и развој
Инвејдер је један од само неколико авиона који је био у потпуности дизајниран, развијен, произведен у већем броју и кориштен у току Другог свјетског рата. Дизајниран је од стране познатог Ед Хајнемана као наследник Даглас ДБ-7 бомбардера, користећи нови јачи Прат&Витни Р-2800 мотор. Био је први бомбардер са крилом ламинарног струјања и даљински контролиsане куполе с митраљезима. Рад на пројекту је почео још 1940. године. Био је пројектован угледајући се на Де Хевиланд DH.98 Москито а базирајући се на позитивним искуствима са авионом Даглас А-20. Први лет прототипа је изведен 10. јула 1942. године, а авион је ушао у серијску производњу 1943. У току тестирања авиона откривени су структурни недостаци на предњој нози стајног трапа и кљуна авиона, проблеми са хлађењем мотора, кочиони систем итд. Сви ови недостаци су отклоњени и производња је почела 1943. године и авион је укључен у ратне операције 1944. године. Ово кашњење је проузроковано и делом јер су производни капацитети Дагласа били пребукирани производњом осталих авиона за ратне потребе. У току свог дуговечног живота овај авион је имао доста разних варијетета.

### Варијанте авиона Даглас А-26
- - основни прототип,
- - прототип двоседа ноћни ловац,
- - троседа варијанта наоружана топом од 75mm у носу авиона,
- - основна варијанта лаког бомбардера наоружана са 6 или 8 митраљеза у носу авиона од 12,7,
- - ненаоружана варијанта авиона намењена обуци пилота заснована на моделу авиону ,
- - транспортна варијанта авиона заснована на моделу авиону ,
- - наоружана варијанта авиона са 2 митраљеза у носу авиона од 12,7mm и застакљеним носом авиона,
- - ненаоружана варијанта авиона A-26C извиђачка варијанта,
- - ненаоружана варијанта авиона намењена обуци пилота заснована на моделу авиону ,
- - прототип лаког бомбардера са моторима P&W R-2800-83 са 6 митраљеза по 3 у крилима од 12,7,
- - прототип лаког бомбардера сличан прототипу XA-26D са стакленим носом ала A-26C,
- - прототип лаког веома брзог бомбардера са четворокраком елисом и моторима P&W R-2800-83 од 2.100 KS и једним млазним мотором Џенерал Електрик GE-J-31 на задњем делу трупа,
- - предложена послератна производња модела A-26C са моторима P&W R-2800-83 редизајнираним кокпитом и резервоарима у крилима,
- - предложен модел A-26Z са незастакљеним носом,
- - предложен модел A-26Z са застакљеним носом,
- - морнаричка ознака авиона A-26B и A-26C намењена за вучу мета, касније (1962.) препројектован у модел ,
- - морнаричка ознака авиона A-26B и A-26C безпилотна летјелица, касније (1962.) препројектован у модел ,
- - прототип лаког бомбардера модификован A-26 у Mark Engineering Company дуплиран кокпит, резервоари горива у крилима, мотори P&W R-2800-103W, оклопљена крила и труп авиона, већа површина вертикалног пераја, побољшана авионика и 8 (по 3 у крилима) митраљеза од 12,7,
- - производна верзија лаког бомбардера YD-26K Mark Engineering Company, мотори P&W R-2800-52W од 2.500 hp, и уклоњена 6 митраљеза у крилима од 12,7mm редизајниран у A-26А,
- - ненаоружана варијанта авиона - ноћна фото извиђачка варијанта направљена само 2 примерка,
- - незванична варијанта авиона B-26C израђена за француско ратно вездухопловство опремљена радаром Al Mk X, са 2 митраљеза од 12,7mm и серије ракета.

## У борби
Борбене мисије су почеле са 9. ваздушном армијом у новембру 1944. у Европи, гдје је бачено 18000 тона бомби. Године 1948.,
Мартин B-26 Мародер је повучен из употребе и А-26 је добио ново име B-26. Преко 450 ново означених B-26 је кориштено у Корејском рату. Касније су употребљавани и у Вијетнаму, гдје се испоставило да је њихова мала брзина предност која омогућује прецизније гађање и подршка у борби код герилског начина ратовања.
Године 1977. још увијек је А-26/Б-26 био у наоружању 6 земаља. Авион се користио више деценија што је веома дуго за живот бомбардера. Ово му је омогућило пре свега, брзина, велика ватрена моћ и преживљавање у веома тешким условима.

## Наоружање (А-26Б)
- Стрељачко: 10 митраљеза 12.7 mm, 6 у носу и по два у двије куполе
- Бомбе: до око 2700

## Земље које су користиле овај авион
| - Ангола - Бијафра - Бразил - Канада - Чиле - Колумбија - Куба - Доминиканска Република - Ел Салвадор - Француска - Гватемала | - Хондурас - Индонезија - Никарагва - Норвешка - Перу - Португалија - Саудијска Арабија - Јужни Вијетнам - Турска - Уједињено Краљевство - САД |